# 萨伏依的路易丝
萨伏依的路易丝（Louise de Savoie，1476年9月11日—1531年9月22日）是一名法国贵族，持有奥弗涅女公爵、波旁女公爵、讷穆尔女公爵等头衔，也是弗朗索瓦一世的母亲。她本身在政治上也很活跃，1515年、1525至1526年和1529年多次担任法国摄政。

## 早年
她出生于蓬丹，是萨伏伊公爵菲利波二世和他的第一位妻子波旁的玛格丽特的长女。母亲在她七岁时去世，她由安妮·德·法蘭西养大。

## 婚姻
1488年2月16日，11岁的路易丝在巴黎与昂古萊姆伯爵查理结婚，但直到15岁时才开始同居。尽管她的丈夫有两个情妇，但两人婚姻还算和谐。
查理的女管家安托瓦内特·德·波利尼亚克（Antoinette de Polignac）是他的情妇，两人生有两女，即昂古萊姆的讓娜和玛德琳。安托瓦内特也是路易丝的女官和知己，她的孩子和路易丝自己的孩子一起长大。
路易斯和查理的第一个孩子玛格丽特1492年4月11日出生；第二个孩子弗朗索瓦1494年9月12日出生。
1495年冬，查理外出骑马，回来后病倒，随后在1496年1月1日去世，路易斯悲痛万分。在干邑住了两年后，她丈夫的堂弟路易十二即位后，一家人搬入宫廷。
路易丝对政治、艺术、科学都很感兴趣。她给予了孩子们意大利文艺复兴式的教育，让人给他们写书看。弗朗索瓦的意大利语和西班牙语也是她教的。
路易十二在1505年病倒，决定让弗朗索瓦即位，路易丝和布列塔尼的安妮做摄政。虽然他随后病愈，但还是很宠爱弗朗索瓦，1514年5月8日将女儿克洛德·德·法蘭西嫁给弗朗索瓦，婚后指定弗朗索瓦为他的继承人。

## 摄政
路易十二于1515年1月1日去世，弗朗索瓦成为法国国王。1515年2月4日，路易丝被封为昂古莱姆女公爵，1524年4月15日，封为安茹女公爵。
其母的亲戚波旁公爵夫人苏珊于1521年去世后，路易丝宣称她有权继承其奥弗涅公爵的爵位，并因此与苏珊的丈夫夏爾三世发生冲突，夏爾被流放。路易丝因此成为奥弗涅女公爵。
路易丝1515年担任法国摄政王，1525年至1526年期间因国王在西班牙被俘而再次担任摄政。她派遣使团前往苏莱曼大帝求援，但使团在前往波斯尼亚的途中迷路了。1525年12月，由让·弗兰吉帕尼（Jean Frangipani）率领的第二个使团出发，1526年2月6日带回苏莱曼同意的消息，开启了法国-奥斯曼帝国联盟。
她是法国与神圣罗马帝国之间康布雷条约的主要谈判代表，条约于1529年8月3日缔结，结束了法国与哈布斯堡王朝之间的第二次意大利战争。
萨伏伊的路易丝于1531年9月22日死于鼠疫。她的遗体被安葬在巴黎的圣但尼圣殿。她的孙子亨利四世后来也即位法国国王，开启波旁王朝。